# Sauk (Tirana)

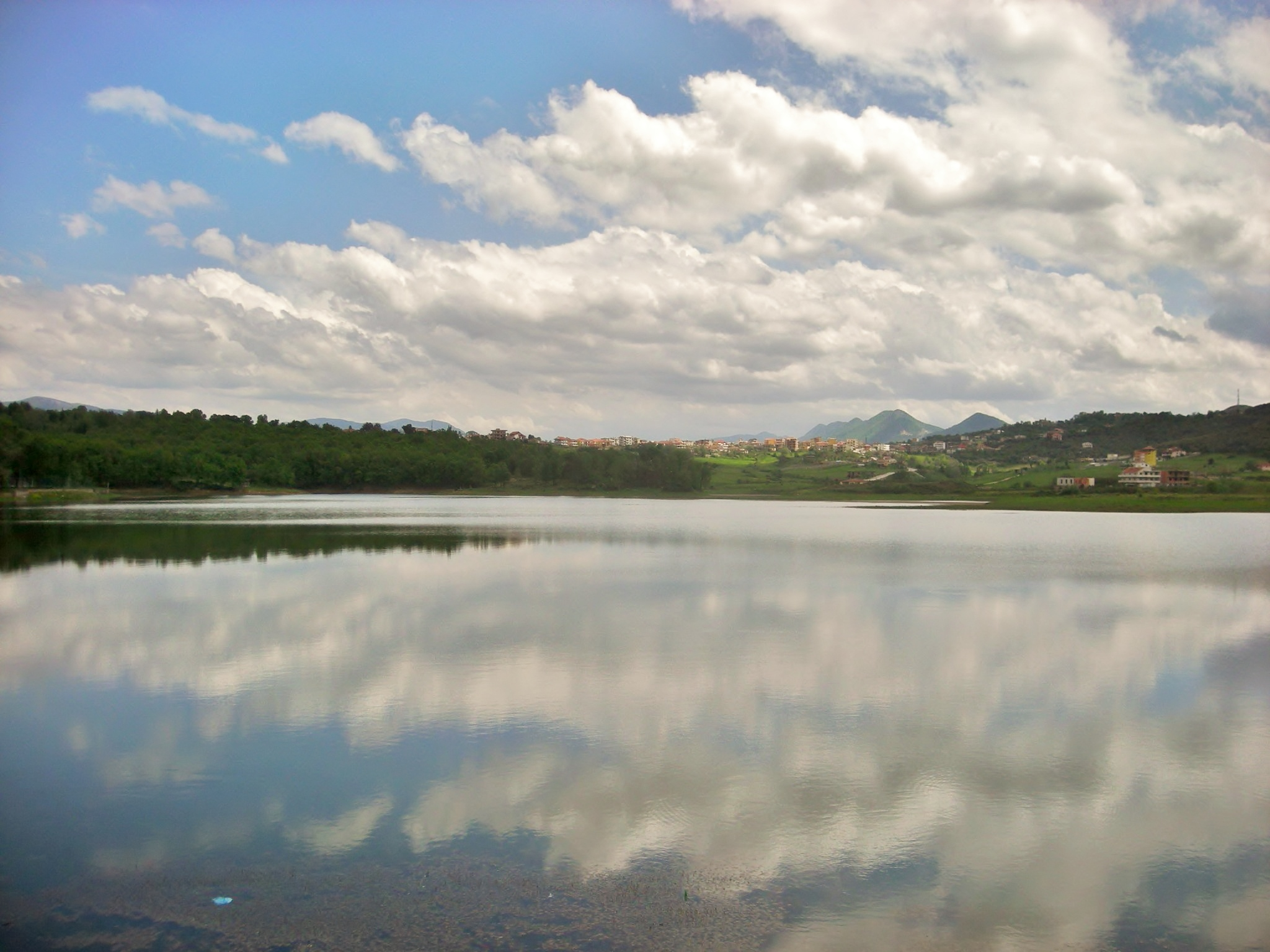
Blick über den Künstlichen See im Großen Park von Tirana nach Sauk

Sauk (albanisch auch Sauku) ist ein Vorort von Tirana im Qark Tirana in Mittelalbanien. Der Ort gehört zur Gemeinde Tirana und schließt sich unmittelbar südlich an die Stadt an.
Sauk liegt etwas erhöht auf einer Hügelkuppe zwischen den Flüssen Ishëm und Erzen. Zwischen Tirana und Sauk erstreckt sich der Große Park von Tirana.
Sauk ist seit dem 12. oder 13. Jahrhundert bewohnt und wurde im Jahr 1431 erstmals als Suket erwähnt.
Bis 2015 gehörte ein Teil von Sauk zur Gemeinde Farka, die mit 22.633 Einwohnern (2011) eine der größten nicht-städtischen Gemeinden des Landes war. Der Sitz der Gemeinde Farka war in Sauk. Der größere, nördliche Teil von Sauk war aber schon immer Teil der Gemeinde (Bashkia) Tirana.
Durch Sauk führt die Nationalstraße SH3. Im Westen verläuft eine Autobahn, zugleich Umfahrung von Tirana (Unaza e Madhe) und Verbindung nach Elbasan (A3). Mehrere Buslinien verbinden Sauk mit der Innenstadt. Im Süden des Orts befindet sich das Einkaufszentrum Tirana East Gate.
1958 wurde der Boden kollektiviert; bis in die 1990er Jahre hatte Sauk einen primär landwirtschaftlichen Charakter. Nach dem Zusammenbruch des kommunistischen Regimes setzte in Sauk eine starke, oftmals illegale Besiedelung ein wie im ganzen Umkreis der Hauptstadt.
In Sauk befindet sich die Akademie der albanischen Polizei, die moslemische Bedër-Universität, ein SOS-Kinderdorf und eine österreichische Schule, die nach Hermann Gmeiner benannt ist.